# Dermayu (Air Periukan)
Dermayu is een bestuurslaag in het regentschap Seluma van de provincie Bengkulu, Indonesië. Dermayu telt 1550 inwoners (volkstelling 2010).
Dermayu grenst in het noorden aan Sindang en in het zuiden aan de stad Kenanga 1, terwijl in het westen Panyidangan 1 en Rambatan Wet 3 liggen.
1. ↑  https://www.viamichelin.es/web/Mapas-Planos/Mapa_Plano-Dermayu-45223-Indramayu-Indonesia. Gearchiveerd op 4 november 2019.